# برادرانه‌نوشی

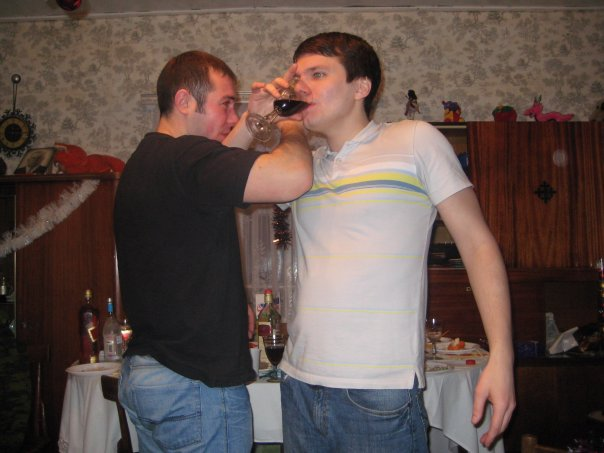
نوشیدن به شیوهٔ برادرانه‌نوشی

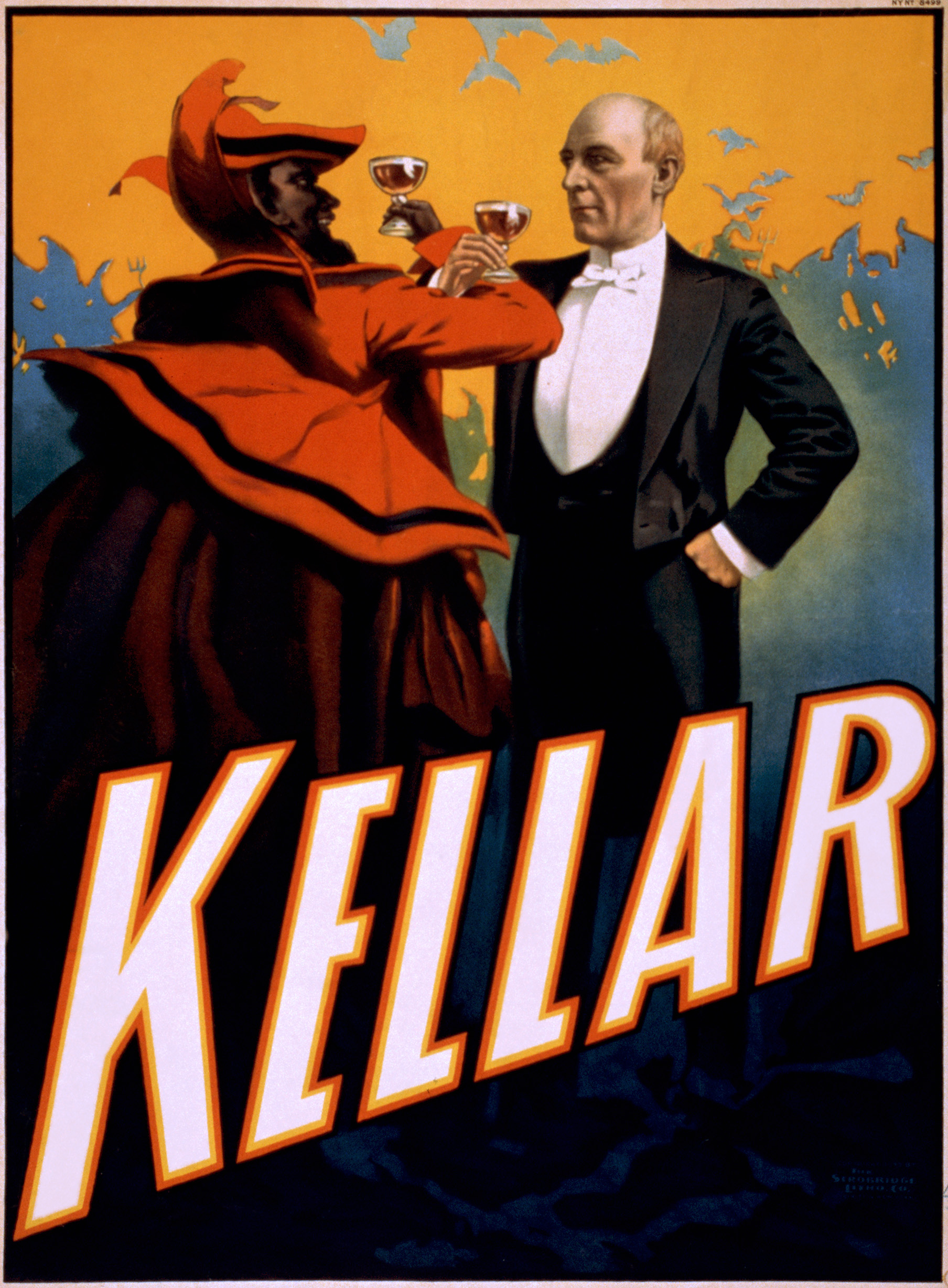
یک پوستر تبلیغاتی مربوط به سال ۱۸۹۹ میلادی، که در آن هری کلار، شعبده‌باز آمریکایی در حال برادرانه‌نوشی با شیطان است

برادرانه‌نوشی نوعی مناسک گذار و نحوهٔ نوشیدن است که نشان‌دهندهٔ تحکیم دوستی میان نوشندگان است. در این نوع از نوشیدن، دو نفر به‌طور همزمان هر کدام یک لیوان از یک نوشیدنی الکلی می‌نوشند، در حالی که بازوهایشان در آرنج به هم گره خورده‌است. پس از نوشیدن و خالی شدن لیوان‌ها، مرسوم است که دو طرف یک «بوسهٔ برادرانه» انجام دهند. از این رو، نوشندگان دوستان خوبی به حساب می‌آیند و یکدیگر را می‌توانند با القاب غیررسمی خطاب کنند.